# فرانسواز پروو
فرانسواز پرِوو (فرانسوی: Françoise Prévost‎؛ ‏ ۱۳ ژانویهٔ ۱۹۳۰ – ۳۰ نوامبر ۱۹۹۷) بازیگر اهل فرانسه بود.
از فیلم‌ها یا برنامه‌های تلویزیونی که وی در آنها نقش داشته‌است می‌توان به بسوز، پسر، بسوز، ارواح مردگان، پاریس از آن ماست، سه تفنگدار، گوشه‌نشینان آلتونا، آن شب، باکره، عشق‌بازان و وقتی عشق شهوت است اشاره کرد.